# Savignia pseudofrontata
Savignia pseudofrontata är en spindelart som beskrevs av Paik 1978. Savignia pseudofrontata ingår i släktet Savignia och familjen täckvävarspindlar. Inga underarter finns listade i Catalogue of Life.